# Mooning

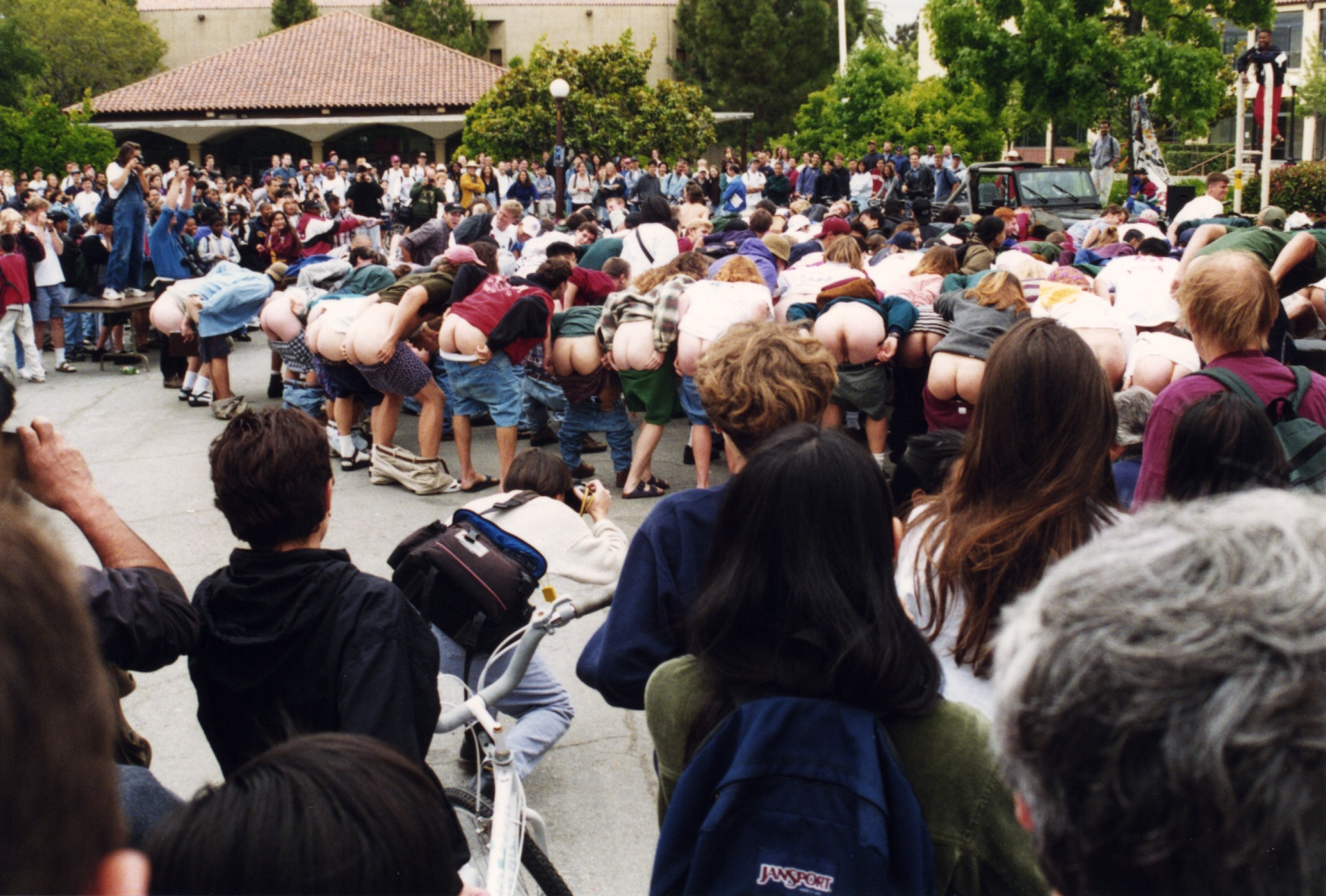
Mooning: die öffentliche Darbietung des nackten Hinterteils, als Protest

Mooning bezeichnet, jemandem seinen nackten Hintern zu zeigen, um Protest, Hohn oder Geringschätzung auszudrücken, um zu provozieren, zu schockieren oder aus Spaß.

## Etymologie und Verwendung

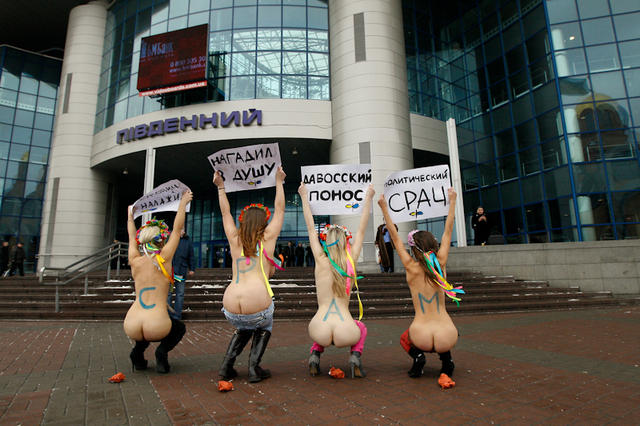
Mooning als Protestform: die feministische Gruppe FEMEN

Das Verb moon existiert in der Bedeutung von „dem (Mond)licht aussetzen“ seit dem Jahre 1601. Seit 1756 ist das Hauptwort moon (dt. Mond) als Metapher für das Gesäß bekannt. Die Verwendung des Verbs to moon in der Bedeutung von „das Gesäß entblößen“ kommt aus der US-amerikanischen Studentensprache und ist 1968 erstmals schriftlich erwähnt.
Mooning bezeichnet den Vorgang selbst, die Tätigkeit wird zum Beispiel mit „I mooned“ (dt.: ich habe jemandem mein Gesäß gezeigt) oder „I was mooned“ (dt.: mir hat jemand sein Gesäß gezeigt) ausgedrückt. Manchmal wird es auch im übertragenen Sinne verwendet, wenn einem Missachtung zuteilwird, und manchmal verwendet man es auch, wenn keine vorsätzliche Absicht dahinter steckt, wie etwa beim Umziehen.
In Australien ersetzte der Begriff „mooning“ die früher dort üblichen Euphemismen „flashing a browneye“ (dt.: „das braune Auge aufblitzen lassen“) oder „chucking a browneye“ (dt.: „ein braunes Auge werfen“).

## Vorgang und Verbreitung
Meist beugt man sich vornüber, zieht den Hosenboden herunter und zeigt sein entblößtes Gesäß den Angesprochenen. Die Genitalien bleiben dabei meist bedeckt. Von jungen Menschen wird es gerne aus oder zu vorbeifahrenden Fahrzeugen gemacht.
Diese Sitte ist besonders im angloamerikanischen Raum verbreitet, insbesondere unter Jugendlichen und Studenten in Nordamerika. Des Weiteren ist diese Sitte im Vereinigten Königreich, in Australien, Kanada, Südafrika, Schweden, Dänemark und bei den Māori in Neuseeland bekannt. Im deutschsprachigen Raum gibt es diese Sitte manchmal im Bereich des Amateurfußballs, oder sie wird von den Fans betrieben.
Während der Schlacht von Crécy im Jahre 1346, als Eduard III. die Stadt Caen einnahm, standen am Weg nach Crécy mehrere hundert normannische Soldaten und entblößten ihren Hintern in Richtung der englischen Bogenschützen.
Als Giovanni da Verrazzano im Jahre 1524 das Volk der Etchemin im heutigen Maine (USA) besuchte, wurde er mit Zeigen der Hinterteile und Lachen verabschiedet. Auch andere Seefahrer berichteten von selbigem Verhalten.
Bei den Māori auf Neuseeland wird diese Geste gegenüber dem Feind Whakapohane genannt und existiert seit Zeiten, ehe Europäer einen Fuß auf die Insel setzten. Erstmals beschrieben wurde es beim zweiten Landgang von Europäern durch Jonathan Monkhouse im Jahre 1769. Es war das stärkste Zeichen der Verhöhnung, um die Person zu kränken, und kam auch als Geste in Haka-Tanzritualen vor. Auch hochstehenden Personen wurde diese Schmach zu Teil: Im Jahre 1953 machte die frischgekrönte Elisabeth II. auf ihrer ersten großen Reise mit diesem Ritual Bekanntschaft. Im Frühjahr 1983 bekamen Prinz Charles und Prinzessin Diana ein Māori-Hinterteil gezeigt. Der 42-jährige, in seiner Heimat bekannte Māori-Aktivist Te Ringa Mangu Mihaka (auch bekannt als Nathan Dun oder Dun Mihaka) protestierte damit gegen den Besuch der britischen Krone und gegen die Kanonenbootpolitik der Thatcher-Regierung. Er wurde trotz seiner Begründung, dass dies eine althergebrachte Form des Māori-Protests sei, dafür von einem Gericht in Wellington zu einer Geldstrafe von umgerechnet 370 € verurteilt. Im Jahre 1986, bei einem neuerlichen Besuch von Elisabeth II., hatte Dun Mihaka ein Plakat mit dieser Geste an seinem hinteren Seitenfenster geklebt und wollte sich dem königlichen Konvoi nähern, wurde jedoch von der Polizei abgedrängt. Auch der Māori-Aktivist Tame Iti ist bekannt für seine Whakapohane.

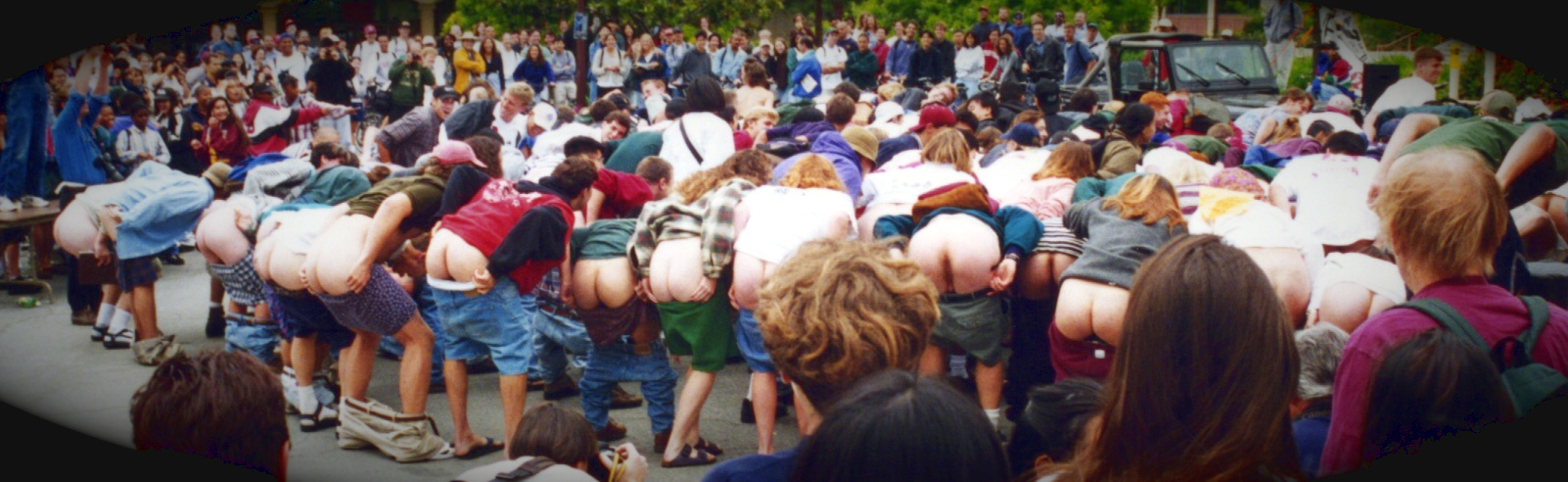
Studenten der Stanford University bei einem Massen-Mooning als Protest und Weltrekord-Versuch im Mai 1995

Manchmal wird aus dem Mooning in den USA auch ein Massenereignis für Jung und Alt und eine jahrelange Tradition. Im Mugs Away Saloon (33° 34′ N, 117° 40′ W) in Laguna Niguel (Kalifornien) versprach im Jahre 1979 ein Mann jenen ein Getränk auf seine Kosten, die dem nächsten Zug auf der vorbeifahrenden Amtrak-Strecke den nackten Hintern zeigen. Daraus wurde eine jährliche Tradition, die am zweiten Samstag im Juli stattfindet. Das Annual Mooning of Amtrak dauert inzwischen den ganzen Tag, in der Nacht mit Taschenlampen, und jeder Zug wird gemoont, seit einiger Zeit auch Züge von Metrolink. Die Züge reduzieren extra die Geschwindigkeit und geben Signal oder begrüßen die Mooner per Lautsprecherdurchsage. 2007 waren etwa 3.000 Besucher anwesend. Beim 29. Mal im Jahre 2008 waren es über 8.000 Menschen. Es gab Frauen, welche die Brüste zeigten, ein paar Menschen zogen sich ganz aus und manche waren betrunken. Um etwa 15 Uhr wurde die Menge von der Polizei zerstreut, welche, verstärkt durch Kräfte aus Nachbargemeinden, mit 50 Mann in Schutzausrüstung und mit einem Hubschrauber vor Ort war. Nachdem die Polizei weg war, kamen einige zurück und manche neue Teilnehmer kamen erst am späten Nachmittag oder Abend hinzu und es wurde weiter gemoont. Für Sauberkeit sorgten Freiwillige. 2009 wurden von der Stadtverwaltung mehrere Vorschriften erlassen, wie ein Parkverbot über vier Tage, Verbot von Alkoholkonsum und öffentlichem Urinieren. In Pressenotizen und per Twitter wurden die Menschen aufgefordert, den Bereich dieses Jahr zu meiden, und es wurde angedroht, hart durchzugreifen, auch gegen Straßenverkäufer. So kamen zum dreißigsten Jahrestag 2009 nur etwa 400 bis 800  Besucher. Die Polizei war auch anwesend, diesmal ohne spezielle Schutzausrüstung.
Auch anderswo ist dieser Sport gegenüber Zügen recht beliebt. So etwa beim Rafting im Colorado River, neben dem über längere Strecken die Union Pacific Railroad fährt. Im Bundesstaat New Hampshire betreibt man Mooning the Cog am Mount Washington gegenüber der Mount Washington Cog Railway. Die Tradition wird seit etwa 1977 oder 1987 von manchen Wanderern, meist Querfeldeinwanderern, betrieben und nimmt vor allem gegen Ende des Sommers zu. Eine private Annahme besagt, dass es mit der Geschichte der Bahn zusammenhängen könnte, welche früher The Railway to the Moon genannt wurde. Andere meinen, dass es ein Protest gegen die Dampflok ist, deren Rauch den Berg hinaufzieht und den man über ein weites Gebiet merkt. Einige Fahrgäste finden es lustig, andere, vor allem Eltern, Pensionisten und die Bahnbetreiber, nicht. Deshalb fuhren Ende 2007 an zwei Wochenenden dienstfreie Soldaten oder Ranger in Zivil mit, welche im Anlassfall ausstiegen und gerichtliche Ladungen ausstellten. Acht männliche Personen erhielten so eine Strafe von 125 $. Die Nachricht wurde über Zeitungsartikel und Webseiten verbreitet. Die Polizei hofft, dass dies das Problem im nächsten Jahr eindämmen wird.

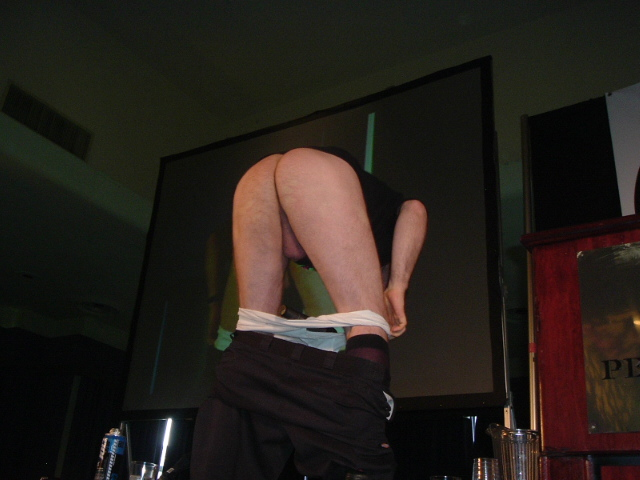
Jello Biafra, Leadsänger der Punk-Band Dead Kennedys, „moont“ die Zuschauer der Hackers-on-Planet-Earth-Konferenz 2006 in New York bei seiner Keynote

Das Künstlerpaar Gilbert & George erschuf im Jahre 1996 das Werk Piss Mooning, welches zwei „Mondgesichter“ zeigt.
Im Juni 2000 wurde ein Massen-Mooning unter dem Titel Moon Against the Monarchy vor dem Buckingham Palace im Vereinigten Königreich von der Organisation Movement Against the Monarchy (M'AM) organisiert, um gegen die Monarchie, die „teuerste Seifenoper der Geschichte“, zu protestieren. Es kamen zwar etwa 2.000 Leute, durch das massive Polizeiaufgebot ließen aber nur ganz wenige die Hüllen fallen. Manche schafften es, für die Presse zu posieren. Vier Personen wurden verhaftet, davon ein einziger wegen der heruntergelassenen Hosen.
Um gegen die Politik der Vereinigten Staaten zu protestieren, zogen im Jahre 2001 etwa 200 Europäer ihre Hintern blank, als George W. Bush einen Staatsbesuch in Schweden absolvierte.
Im Jahre 2002 wurden in Griechenland mehr als 300 Personen wegen Mooning verhaftet. Die meisten Personen waren betrunkene Jugendliche und junge Erwachsene aus England zwischen 16 und 30 Jahren.
2003 sorgte Stabhochspringer Tim Lobinger für Aufsehen, als er beim Leichtathletik-Weltfinale in Monte Carlo seinen Hintern entblößte, was schließlich eine Entschuldigung bei der IAAF zur Folge hatte.
Robbie Williams ist dafür bekannt, dass er immer wieder Mooning betreibt. Marlon Brando und Robert Duvall taten es während der Dreharbeiten zu Der Pate. Die Konzerte der australischen Band AC/DC waren ebenfalls dafür bekannt, dass Gitarrist Angus Young seine nackte Kehrseite zeigte. Dieses mooning the audience war fester Bestandteil der Bühnenshow. In der Fernsehserie Die Simpsons zeigt Sohn Bart in sehr vielen Folgen seinen Hintern vor vielen Menschen. Dies ist in der Serie ein Running-Gag. Als in einer Folge (Staffel 22, Folge 21) Bart diversen Personen seinen Hintern zeigt, fängt ein Mann an zu lächeln und verwandelt sich in einen jaulenden Wolf. Damit werden das Mooning und der Mythos, dass Wölfe gerne den Mond anheulen, in einen (nicht ernst gemeinten) Zusammenhang gebracht. Gleiches gilt für Shin-Chan, den Protagonisten der gleichnamigen Manga- und Fernsehserie.
In Simbach am Inn steht seit April 2008 am Brückenkopf nach Braunau eine Skulptur mit einem Huchen, der quasi aus dem Inn heraus nach Simbach springt und auf dessen Rücken der Flussgott Aenus reitet und dessen Rücken nach Braunau zeigt. Aenus trägt zwar einen Lendenschurz, dieser ist jedoch so gut wie nicht erkennbar, wenn man über die Brücke von Braunau nach Simbach fährt. So tauchte neben den Diskussionen über die Schönheit des Denkmals und den fast nackten Flussgott die Frage auf, ob die Simbacher die Braunauer etwa beleidigen wollten.
In Günzburg hegten die Bewohner der unteren Stadt jahrhundertelang einen Groll auf die Bewohner der privilegierteren Oberstadt. Als der Marktplatz 1984 neu gestaltet wurde, dachten sich ein Kunsterzieher und ein Steinmetz einen Scherz aus und verlegten an der Einmündung der Rathausgasse in den Marktplatz im Straßenpflaster einen behauenen Stein, der aus Richtung des Marktplatzes wie ein menschliches Gesäß aussieht. Dieses „Günzburger Fidla“ (schwäbisch für Gesäß) ist bis heute eine kuriose Touristenattraktion.
Rallye-Fahrer Mark Tapper wurde im Mai 2010 bei der Rallye Neuseeland durch einen moonenden Fan am Straßenrand so irritiert, dass er die Kontrolle über den Wagen verlor und dieser sich überschlug.